# Pleurocladula albescens
Pleurocladula albescens ist eine Lebermoos-Art aus der Familie Cephaloziaceae und gehört zur Gruppe der beblätterten Lebermoose. Deutsche Namen sind Weißliches Seitenastmoos oder Schellen-Lebermoos.
Nach neueren Veröffentlichungen aus den Jahren 2016 und 2017 heißt die Art nunmehr Fuscocephaloziopsis albescens (Hook.) Váňa & L. Söderström. Die Gattung Fuscocephaloziopsis Fulford gehört so wie Pleurocladula zur Familie Cephaloziaceae.

## Merkmale
Die niederliegenden, kätzchenförmigen Pflanzen sind 1 bis 2 Zentimeter lang und wachsen in dichten weißlich hellgrünen Rasen. Die Blätter sind quer angewachsen, rundlich, kugelschalig, das obere Drittel ist in zwei breit dreieckige, zugespitzte Lappen geteilt. Die lanzettlichen und ungeteilten Unterblätter haben etwa die Größe der Flankenblätter und bilden so am Stämmchen eine dritte Blattreihe. Die Blattzellen sind abgerundet quadratisch, 20 bis 30 Mikrometer groß, dünnwandig, die Zellecken sind kaum verdickt. Die Geschlechterverteilung ist diözisch. Sporophyten sind selten. Die Ausbreitung erfolgt über Brutkörper.

## Standortansprüche
Die Wuchsorte sind meist an schattigen Stellen auf feuchten, basenarmen Silikat-Schneeböden und in lange schneebedeckten, feuchten Felsfluren.

## Verbreitung
Die arktisch-alpin verbreitete Art besitzt Vorkommen in den Gebirgen West-, Nord- und Zentraleuropas, in Sibirien, Japan, im nördlichen Nordamerika, in Grönland und in der Arktis.
Im Hauptkamm der Zentralalpen sind die Vorkommen an geeigneten Standorten verbreitet bis häufig, in den anderen Teilen der Alpen meist selten bis sehr selten. Die Art lebt in subalpinen bis alpinen Höhenlagen, von zirka 1600 bis 2700 Metern Höhe.